# Bola Dividida
Bola Dividida foi um programa esportivo estilo Mesa redonda exibido pela RedeTV! que durou do dia 29 de abril de 2013 ao dia 15 de maio de 2015.
Desde o dia 2 de setembro de 2013, a TV Brasília emissora afiliada da RedeTV! no Distrito Federal, por causa de mudanças na programação local o programa passou a exibido às 18h00.
Era apresentado por Silvio Luiz e contava com a participação dos jornalistas Luiz Ceará, Juarez Soares e Gabriela Pasqualin.

## Sobre
O programa inicialmente iria se chamar Olho no Lance, porém a RedeTV! preferiu usar um nome que não fosse registrado por ninguém. O Bola Dividida era para ter estreado no início do mês de abril porém o cenário não tinha ficado pronto e por isso só veio a estrear no dia 29 de abril de 2013.

### Sinopse
Era um debate descontraído e bem humorado sobre temas polêmicos do mundo do esporte, além de mostrar os gols e lances dos principais campeonatos nacionais e internacionais. Tudo isso com a presença de convidados especiais e a participação ativa do telespectador, pela internet e pelas redes sociais.

### A estreia
Luiz Ceará participou do Você na TV, programa de João Kléber que antecedia o Bola Dividida. Ceará travou uma discussão com uma modelo que afirmou ter saído com jogadores de futebol famosos e ainda teve um nome de jogador que não chegou a ser revelado, mas tudo isso aconteceu somente para que chamasse atenção pro programa que estrearia em seguida. Silvio entrou de boné como apresentador principal e conversou com a ex-miss Brasil, Priscila Machado e depois deu início com debates com Ceará e Juarez Soares. A estreia do programa deu uma baixíssima audiência de 0,8 pontos. Porém com um mês de duração a audiência aumentou para 1,5 pontos segundo o IBOPE.

## Polêmica entre João Kléber e a produção do Bola Dividida
O apresentador João Kléber, sem qualquer motivo, invadiu o switcher do programa esportivo "Bola Dividida" e passou a ofender a todos; especialmente ao experiente Silvio Luiz, xingando o narrador de velho e mau caráter. Após a repercussão da notícia João Kléber procurou o site UOL e disse que realmente invadiu o estúdio do programa e foi reclamar pelo fato de Silvio Luiz não ter agradecido a grande audiência deixada por ele. que foi de 5 pontos no Ibope e que saudou os companheiros do esporte, mas não recebeu nenhum agradecimento em troca. Já na coluna Em OFF João Kléber explicou de forma diferente.
| “ | Eu não posso falar um pouco mais alto que todo mundo acha que estou brigando. Agora tudo que acontece de ruim na RedeTV! é culpa minha. Não briguei com Silvio, que, aliás, admiro muito. Tive uma discussão com o diretor do programa dele porque estava tudo atrasado. | ” |

.

## Troca de apresentadora
Em novembro de 2013, a ex-Miss Priscila Machado decidiu deixar a bancada do programa para seguir com a carreira de modelo. Gabriela Pasqualin passou a assumir o comando do esportivo.

## Fim do Programa
O programa foi encerrado em 22 de maio de 2015, após dois anos, devido a reformulação da grade da emissora. O horário foi destinado desde o dia 25 para o novo programa das manhãs Melhor pra Você comandado por Celso Zucatelli, Edu Guedes e Mariana Leão